# 옥정중학교 (서울)
옥정중학교(玉井中學校)는 대한민국 서울특별시 성동구 옥수동에 있는 공립 중학교이다.

## 학교 연혁
- 1984년 1월 9일 : 옥정중학교 설립 인가
- 1984년 3월 1일 : 초대 박두하 교장 취임
- 1987년 2월 13일 : 제1회 졸업식(남 10학급, 여 5학급)
- 2021년 9월 1일 : 제11대 정재숙 교장 취임
- 2023년 1월 30일 : 도서관 리모델링, 미래융합형 수학교실 구축
- 2023년 2월 2일 : 제37회 졸업생 223명(총 졸업생 수 15,425명)
- 2023년 3월 2일 : 제40회 입학식(7학급 157명)

## 참고 자료
- 옥정중학교 - 한국교육학술정보원 학교알리미